# 中西智代梨
中西 智代梨（なかにし ちより、1995年〈平成7年〉5月12日 - ）は、日本のタレント、女優、YouTuber、元アイドルであり、女性アイドルグループ・HKT48およびAKB48の元メンバーである。福岡県福岡市西区出身。株式会社TRUSTAR所属。

## 略歴
2011年7月10日、HKT48第1期生オーディションに合格し、 10月23日に西武ドームで行われた『フライングゲット』全国握手会で初お披露目。11月26日、「手をつなぎながら」公演初日に劇場公演デビュー。 
2012年3月4日、正規メンバーに昇格し、他の15人と共にチームHを結成。2013年3月20日にHKT48のメジャーデビューとなる1stシングル『スキ!スキ!スキップ!』において、選抜入りを果たす。
2013年に行われた『R-1ぐらんぷり2013』へ出場、3回戦まで進出。
2014年2月24日、Zepp DiverCityで開催された「AKB48グループ大組閣祭り」にて、AKB48チームAへの移籍が発表される。同年4月17日に行われたチームH「博多レジェンド」公演の千秋楽公演が、HKT48として最後の公演出演となった。4月23日をもってHKT48としての活動を終了。4月25日よりAKB48としての活動を開始。
2018年6月15日から8月31日にかけて放送された、日韓合同アイドルオーディション番組『PRODUCE 48』（Mnet・BSスカパー!）に参加。
2020年9月、AKB48メンバーの大家志津香と「めんたい娘。」を結成し『M-1グランプリ2020』へ出場、2回戦まで進出。
2023年4月、芸能事務所TRUSTARへの移籍を報告。同年5月28日、自身のYouTubeチャンネルの配信にてAKB48を卒業することを発表。同年8月28日の卒業公演をもってAKB48を卒業した。中西の卒業によりHKT48の1期生は全員卒業となった。
2025年4月16日に自身初となる写真集「ちより日和」（双葉社）が発売。

## 人物
HKT48・AKB48を通して、グループ内ではいわゆる「バラエティー班」として盛り上げ役だった。その原点は3歳のころ、重病（肝芽腫）にかかり1年ほど入院したことにある。病室で静かに過ごす中、ふざけて変顔やものまねをすると同じ病院にいた子供達や看護師が喜んでくれたことに喜びを感じ、退屈だった入院生活も楽しくなり、そこから人を笑わせるのが好きになった。
ものまねのレパートリーは、井上陽水、アントニオ猪木、鳥、ハンガー、高級な美術館に飾ってある高級な壺、甲子園球場のサイレンなど。また、「ブスシリーズ」というものがありAKB48の44thシングル「翼はいらない」Type Aの特典映像に『中西智代梨ブスシリーズ「ブスの想い出。」』が収録された。
HKT48 2期生の谷真理佳とは、中学・高校時代の同級生で親友。谷にオーディションを受けるのを勧めたのも中西である。2014年4月5日に開催された『AKB48グループ 春コン in さいたまスーパーアリーナ〜思い出は全部ここに捨てていけ〜』HKT48単独公演で初披露され、後に4thシングル「控えめI love you !」に収録された楽曲「今 君を想う」は、ともにHKT48から移籍する中西と谷のために書き下ろされたものである。
仲のよいAKB48グループメンバーは、村重杏奈・川栄李奈・島崎遥香・小笠原茉由らである。
実妹はYouTubeチャンネルで活動している中西結衣華。HKT48の松岡はなからインタビューを受けたことがある。
AKB48移籍後、しばらくはホテル暮らしだったが、2014年7月から一人暮らしである。

## AKB48・HKT48での参加楽曲

### シングルCD選抜楽曲
AKB48名義
- 「ギンガムチェック」に収録 
  - あの日の風鈴 - 「ウェイティングガールズ」名義
- 「永遠プレッシャー」に収録 
  - 初恋バタフライ - 「HKT48」名義
- 「前しか向かねえ」に収録 
  - KONJO - 「Talking Chimpanzees」名義
- 「ラブラドール・レトリバー」に収録 
  - 君は気まぐれ - 「Team A｣名義
- 「希望的リフレイン」に収録
  - 従順なSlave - 「Team A｣名義
  - 歌いたい - 「かとれあ組｣名義
- 「唇にBe My Baby」に収録
  - やさしい place - 「Team A｣名義
- 「君はメロディー」に収録
  - M.T.に捧ぐ - 「横山Team A」名義
- 「翼はいらない」に収録
  - Set me free - 「Team A」名義
- 「Teacher Teacher」に収録
  - 新しいチャイム - 「Team B」名義
- 「NO WAY MAN」に収録
  - わかりやすくてごめん - 「PRODUCE 48選抜」名義
- 「根も葉もRumor」に収録
  - 離れていても
  - ブラックジャガー  - 「First Generation」名義
- 「元カレです」に収録
  - 臆病なナマケモノ - 「Team A」名義
- 「久しぶりのリップグロス」に収録
  - 運命の歌 - 「1st Generation」名義
- 「どうしても君が好きだ」に収録
  - Da Re Da - 「Universe Girls」名義

HKT48名義
- スキ!スキ!スキップ! 
  - お願いヴァレンティヌ
  - 今がイチバン - 「うまくち姫」名義
- 「メロンジュース」に収録 
  - そこで何を考えるか?
  - 泥のメトロノーム - 「うまくち姫」名義
- 桜、みんなで食べた
  - 君はどうして?
  - 既読スルー - 「Team H」名義
  - 君のことが好きやけん
- 「控えめI love you !」に収録
  - 今 君を想う[29]
- 「キスは待つしかないのでしょうか?」に収録
  - 恋するRibbon! - 「村重選抜」名義

### アルバムCD選抜楽曲
AKB48名義
- 『1830m』に収録 
  - 青空よ 寂しくないか? - 「AKB48+SKE48+NMB48+HKT48」名義
- 『ここがロドスだ、ここで跳べ!』に収録
  - Oh! Baby! - 「高橋Team A」名義
  - 生き続ける
- 『0と1の間』に収録
  - Clap - 「Team A」名義

### その他の参加楽曲
- シングルCD「やさしくするよりキスをして」（「渡辺美優紀」名義、2014年12月24日）に収録
  - 春風ピアニッシモ - 「AKB48」名義
- シングルCD「右足エビデンス」（「藤田奈那」名義、2015年12月23日）に収録
  - 君は今までどこにいた? - 「AKB48」名義

AKB48 チームサプライズ名義
- ぱちスロAKB48 勝利の女神公演
  - ヘビーローテーション
  - AKBフェスティバル
- ぱちんこ AKB48-3 誇りの丘公演
  - 誇りの丘

### 劇場公演ユニット曲
AKB48名義
ひまわり組「パジャマドライブ」公演
- パジャマドライブ

チームA「恋愛禁止条例」公演
- ツンデレ!

チームA 7th Stage「M.T.に捧ぐ」公演
- 負け男

HKT48名義
チームH 1st「手をつなぎながら」公演
- この胸のバーコード

チームH 「博多レジェンド」公演
- 天国野郎
- 制服レジスタンス※

※指原莉乃、田中菜津美のアンダー

## 出演

### ラジオ
- HKT48 ラジオ聴かナイト!（2012年4月8日 - 2014年5月25日、KBCラジオ） - メインパーソナリティ
- HKT48 渡辺通り1丁目FMまどか 〜まどかのまどから〜（2013年7月29日 - 8月1日・2014年3月31日 - 4月3日、FM福岡）

### テレビドラマ
- 読売新聞HKT48ドラマスペシャル「ツナガール!〜明日にエール〜」（2013年2月2日、福岡放送）
- マジすか学園4（2015年1月19日 - 3月30日、日本テレビ） - ブサカワ 役
- 豆腐プロレス 最終話（2017年7月2日、テレビ朝日） - 謎の練習生 役
- AKB48の歌 第1話・第2話「恋するフォーチュンクッキー」（2022年5月21日・28日、ひかりTVチャンネル）- チヨリ 役[35]

### 映画
- AKB ShortShorts『9つの窓』 さおり（2016年2月6日公開、キャンター） - 主演・早織 役[36][37]
- 神と恩送り、（2024年4月6日公開、GRコーポレーション） - 主演・美海 役[38][39]

### 舞台
- 吉本新喜劇「マジで忠臣蔵!! 完全版」（2013年4月3日、イムズホール）[40]
- マジすか学園〜京都・血風修学旅行〜（2015年5月14日 - 19日、AiiA 2.5 Theater Tokyo） - 近藤 役[41]
- マジすか学園 〜Lost In The SuperMarket〜（2016年7月25日 - 8月5日、赤坂ACTシアター） - カンドレ 役[42]
- リーディングシアター「恋工場」（2016年9月19日、ベルサール渋谷ガーデン Cホール）[43]
- コメディーショー「OH!MY GOD!」（2019年1月23日 - 27日、築地ブディストホール）[44]
- 劇団TEAM-ODAC 第37回本公演 15周年記念作品「浦安鉄筋家族〜子ども大戦争〜」（2021年7月10日 - 18日、こくみん共済 coop ホール / スペース・ゼロ） - 山田真夜 役[45][46]
- 劇団ズッキュン娘第16回公演「2番目でいいの♡」（2022年3月24日 - 27日、新国立劇場 小劇場）[47]
- The Great Gatsby In Tokyo（2022年6月17日 - 21日、三越劇場） - デイジー・ブキャナン 役〈Modern Ver〉[48][49][50]
- ミュージカル『THE SHOWTIME 2nd STAGE』（2022年7月5日 - 10日、シアターグリーン BIG TREE THEATER） - 柴崎透子 役〈Bチーム〉[51]

### イベント
- 豆腐プロレス The REAL 2017 WIP CLIMAX in 後楽園ホール（2017年8月29日、後楽園ホール） - グイグイ中西 役[52]
- 豆腐プロレス The REAL 2018 WIP QUEENDOM in 愛知県体育館（2018年2月23日、愛知県体育館） - グイグイ中西 役[53]

### ネット配信
- AKB48Team8!!2015夏 全国縦断!島田★中村★中西のTeam88ラッチ!!～彼女たちの“ひと夏”を繋ぐロードムービー～（2015年11月9日 - 12月25日、LoGiRL）[54]
  - AKB48 Team8 スクープ8見! 88ラッTeam 8!!（2015年11月20日 - 12月25日、LoGiRL）
- SHAKE UP WALLOP（2024年1月12日 - 6月28日、WALLOP） - 金曜MC[55]

## 書籍

### 写真集
- ちより日和（2025年4月16日、双葉社）[16]ISBN 978-4575319637

### 雑誌連載
- ダイヤモンドZAi / ザイ・オンライン（2016年4月号 - 2022年8月号、ダイヤモンド社） - 武藤十夢、武藤小麟と共に「AKB48 in NISA」を連載[56][57][58]

### カレンダー
- クリアファイル付（卓上）AKB48 中西智代梨 カレンダー 2015年（2014年12月13日、ハゴロモ）JAN 4900459511972
- （卓上）AKB48 中西智代梨 カレンダー 2016年（2015年12月、AKS）JAN 4573310552034
- （卓上）AKB48 中西智代梨 カレンダー 2017年（2016年12月、AKS）JAN 4573458797410